# Leibnizprijs

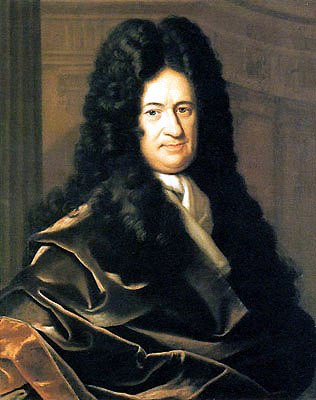
Gottfried Wilhelm Leibniz, de naamgever van de prijs

De Leibnizprijs (Gottfried-Wilhelm-Leibniz-Preis) is de belangrijkste wetenschapsprijs van Duitsland, die sinds 1986 jaarlijks door de Deutsche Forschungsgemeinschaft wordt toegekend aan tien wetenschappers uit verschillende disciplines. Aan de prijs, die wordt uitgeloofd aan wetenschappers die in Duitsland werkzaam zijn, is een geldbedrag van 2,5 miljoen euro verbonden. 
De prijs is genoemd naar de wetenschapper en homo universalis Gottfried Wilhelm Leibniz (1646-1716). 

## Laureaten
Winnaars van de Leibnizprijs zijn onder andere: Theodor Hänsch, Erwin Neher, Bert Sakmann, Walter Haug, Gerd Faltings, Christiane Nüsslein-Volhard, Laurens Molenkamp, Reinhard Genzel en Benjamin List